# Баджи, Ндисс Каба
Ндисс Каба Баджи (фр. Ndiss Kaba Badji; род. 21 сентября 1983, Йёмбёль, Дакар) — сенегальский легкоатлет, специалист по прыжкам в длину и тройным прыжкам. Выступал за национальную сборную Сенегала по лёгкой атлетике в период 2001—2015 годов, двукратный чемпион Африки, дважды чемпион Всеафриканских игр, рекордсмен страны, участник трёх летних Олимпийских игр.

## Биография
Ндисс Каба Баджи родился 21 сентября 1983 года в небольшом поселении Йёмбёль, пригороде Дакара, Сенегал. Как легкоатлет проходил подготовку в Париже.
Впервые заявил о себе в лёгкой атлетике на международной арене в 2001 году, выиграв серебряную медаль на чемпионате Африки среди юниоров.
В 2002 году выступил на юниорском чемпионате мира в Кингстоне, в тройном прыжке стал девятым, тогда как в прыжках в длину остановился на квалификационном этапе. Отметился выступлением на африканском первенстве в Редесе, став пятым в прыжках в длину.
Первого серьёзного успеха на взрослом международном уровне добился в сезоне 2003 года, когда вошёл в основной состав сенегальской национальной сборной и побывал на Всеафриканских играх в Абудже, откуда привёз награду серебряного достоинства, выигранную в прыжках в длину — уступил здесь только ганцу Игнисиусу Гайсе. В той же дисциплине стал серебряным призёром на Афроазиатских играх в Хайдарабаде, занял пятое место на Универсиаде в Тэгу.
В феврале 2004 года на соревнованиях в Москве Баджи впервые прыгнул за восемь метров. Он выиграл серебряную медаль на чемпионате Африки в Браззавиле, выступил на чемпионате мира в помещении в Будапеште и на летних Олимпийских играх в Афинах.
В 2005 году получил серебро и бронзу на Играх исламской солидарности в Мекке, но вскоре провалил допинг-тест, сделанный во внесоревновательный период в марте — спортсмена обвинили в повышенном содержании гормона андростендиона. В итоге Международная ассоциация легкоатлетических федераций отстранила его от участия в соревнованиях на два года.
По окончании срока дисквалификации в 2007 году Баджи вернулся в легкоатлетическую команду Сенегала, в тройном прыжке одержал победу на Всеафриканских играх в Алжире, в прыжках в длину стал девятым на чемпионате мира в Осаке.
Был лучшим в тройном прыжке на африканском первенстве 2008 года в Аддис-Абебе, установив национальный рекорд Сенегала — 17,07 метра. Благодаря череде удачных выступлений удостоился права защищать честь страны на Олимпийских играх в Пекине, в прыжках в длину сумел выйти в финал и занял итоговое шестое место, в то время как в тройном прыжке не показал никакого результата. На Всемирном легкоатлетическом финале в Штутгарте в обеих дисциплинах оказался седьмым.
В 2009 году выиграл серебряные медали в прыжках в длину на Универсиаде в Белграде и на Играх франкофонов в Бейруте, стартовал на чемпионате мира в Берлине. По итогам сезона сенегальской прессой был признан лучшим спортсменом страны.
В 2010 году добавил в послужной список серебряную награду, полученную на африканском первенстве в Найроби, уступив в прыжках в длину только южноафриканцу Годфри Хотсо Мокоене. Занял шестое место на мировом первенстве в помещении в Дохе.
На Всеафриканских играх 2011 года в Мапуту взял бронзу в прыжках в длину.
В 2012 году стал пятым на мировом первенстве в помещении в Стамбуле, победил на чемпионате Африки в Порто-Ново. Участвовал в Олимпийских играх в Лондоне, причём был знаменосцем Сенегала на церемонии открытия.
В 2013 году отметился выступлением на чемпионате мира в Москве.
Последний раз показывал сколько-нибудь значимые результаты на международном уровне в сезоне 2015 года, когда в прыжках в длину помимо прочего выиграл Африканские игры в Браззавиле. Вскоре по окончании этих соревнований принял решение завершить спортивную карьеру.